# Стоян Цагарски
Стоян Стаменов Цагарски (1847 – 1929) – жител на Орхание (днес Ботевград), занимавал се е с кожухарство.

## Биография
Роден е през 1847 г. в Орхание. Има едно първоначално образование. Член на Орханийски частен революционен комитет, създаден от Васил Левски на 22 декември 1871 г. След разкриването на комитите, участвали или съдействали за Арабаконашкия обир, е осъден от османската власт на 3 години затвор за укриване на комитетския архив. Излежава цялата си присъда в Диарбекир в периода 10 ноември 1872 – 10 ноември 1875 г. 
След Освобождението е назначен от временното руско управление за председател на градския съвет (кмет) на Орхание. Като такъв е депутат в Учредителното събрание „по звание“. Доброволец в Сръбско-българската война през 1885 г. 
Спомоществовател е на книгата на „Стефан Караджа“, 1879 на Тодор Хаджистанчев и „Миналото“, 1884 на Стоян Заимов.
Умира през 1929 г. в родния си град.

## Род
Брат му Панчо Цагарски е бил кмет на Орхание (Ботевград), внукът на Стоян Цагарски Георги Цагарски също е бил кмет на града. Неговият племенник Стамен Панчев е поет.